# Aster vvedenskyi
Aster vvedenskyi là một loài thực vật có hoa trong họ Cúc. Loài này được Bondarenko mô tả khoa học đầu tiên năm 1962.